# El cel no pot esperar
El cel no pot esperar (títol original: Delivering Milo) és una pel·lícula estatunidenca dirigida per Nick Castle, l'any 2001. Ha estat doblada al català

## Argument
El bebè que esperen Elizabeth i el seu marit Kevin és a punt de néixer, i els seus pares, prudentment, decideixen anar amb temps a l'hospital. Quan, després de moltes hores d'espera, no passa res, a la parella comença a dominar-la el pànic. El problema és que el nen, espantat, no vol baixar a la Terra. Serà necessari que Elmore, un àngel de la guarda, s'encarregui de convèncer-lo de com meravellosa és la vida a Nova York, la ciutat on viuen els seus pares.

## Repartiment
- Anton Yelchin: Milo
- Albert Finney: Elmore Dahl
- Bridget Fonda: Elizabeth
- Campbell Scott: Kevin
- Hank Harris: Sr. Percival
- Kenn Michael: Sr. Ralph
- Douglas Spain: Sr. Gordon
- Alison Lohman: Sra. Madeline
- Lesley Ann Warren: Anna

## Premis i nominacions
- Festival internacional de cinema fantàstic de Brussel·les: 2001
  - Corb de plata: Nick Castle

- Festival del film de Giffoni: 2001
  - Gryphon de Bronze, To all films in the Free to Fly section: Nick Castle
  - Medalla d'or, of the Regional Council: Nick Castle

- Heartland Film Festival: 2001
  - Premi Crystal Heart: Heriberto Schoeffer